# Анаконди
Анакондите (Eunectes) са род едри змии от семейство Боидни. Названието анаконда е дадено от индианските племена от делтата на Ориноко във Венецуела и се превежда като „змията-великан от реката“, а индианците от Амазония ги наричат сукуруко – огромна змия.

## Разпространение, местообитание, размери
Обитават тропическа Южна Америка на изток от Андите и остров Тринидад.
Обитават слабопроточните ръкави и заливи на реки, застояли води и езера, заблатени места в басейните на Амазонка, Ориноко, Магдалена и Рио Парагвай. Най-дългата анаконда е 18,31 m.
Средният размер на възрастен екземпляр при различните видове варира от 3 метра при жълтата анаконда до 11 метра при гигантската (амазонска или зелена) анаконда, която може да тежи до 250 kg. За рекордна по размери се счита уловената през 1944 г. анаконда край река Уичада при вливането ѝ в Ориноко, на границата между Колумбия и Венецуела, която е била с дължина 11,43 m. Също така д-р  Исус Антонио Ривас е открил женска анаконда с дължина 9,3 метра тежаща 250 кг- На 21.2.2024 холандският биолог и телевизионен водещ проф.  Фрийк Уонк успява да се доближи във водата до анаконда дълга около 8 метра и тежаща около 200 кг.. 
По време на експедицията си във Венецуела и Гвиана през 1595 – 1596 г., един от най-видните английски изследователи сър Уолтър Райли (ловец и авантюрист), пише за огромни змии, дълги над 18 m, които обитавали района на река Ориноко.  Т.Британският пътешественик П.Фосет също  пише за анаконда дълга 18,9 метра. Тази част на трупа, която стърчала от водата, се оказала, че четиридесет и пет фута и още седемнадесет фута са във водата т.е.  общо шестдесет и два фута (18, 9м.)За 20-метрови змии пише и известният шведски етнограф Ролф Бломберг (Rolf Blomberg) в книгата си „В търсене на анаконда“, в която е описал едно от пътешествията си в Еквадор и едно в Бразилия.
Пак П.Фосет, твърди че му съобщили за змия убита в Паргавай, надхвърлила 80 фута дължина (24,4 м.)Проблемът е обаче, че той обаче не е бил очевидец на събитието., както и че в своите бележки е дал редица  сведения, които са непотвърдени и трудно доказауеми. Автентичността на  представените от него цифри тези цифри е под въпрос.Все пак  следва да се отбележи, че змии по-големи от 11 метра са наблюдавани там, където човешкият крак рядко стъпва и е възможно анакондите които нямат естествена конкуренция да достигат и по-големи размери от обичайното.

## Северна зелена анаконда
Професор Уонк открива заедно с още 14 учени от девет страни открива, че най-големият вид змия в света е зелената анаконда. Всъщност според него това са два различни вида. Зелените анаконди, открити в северната част на техния ареал в Южна Америка, включително Венецуела, Суринам и Френска Гвиана, според него принадлежат към напълно различен вид.. На 21.2.2024 година науката официализира това твърдение. Новият вид получава името. Eunectes akaiima или северна зелена анаконда. Изследователите казват, че тя е застрашена. Според проф. Уонк въпреки че на пръв поглед изглеждат почти еднакви, генетичната разлика между тях е пет процента и половина (това е огромна разлика). За сравнение хората и шимпанзетата например се различават генетично един от друг само с около два процента
Професор Хесус Ривас, водещ автор на изследването, обяснява, че е разбрал, че има повече от един вид зелена анаконда преди повече от 15 години (от 2007). Тогава той и съпругата му Сара, която също е учен, започват да анализират пробите, за да докажат генетични различия. Той добавя, че се занимава с изследване на атнакондата от 32 години (от 1992 година) и чак сега науката признава, че има съвсем отделен генетичен вид.   През февруари 2024 водещият и артист Уил Смит е открил  северна зелена анаконда от 26 фута (7.9 метра) и 440 паунда (199.5)  Находката бе направена по време на снимките на сериала Disney+ на National Geographic, „Pole to Pole“,Екипът от 15 международни биолози се натъкна на този гигант през февруари, дълбоко в бразилската тропическа гора на Амазонка.Биолозите щателно анализираха ДНК на северната зелена анаконда, наречена Ана Джулия и откриха 5,5% разлика в сравнение с други анаконди. Тази генетична дивергенция ги накара да спекулират, че са се натъкнали на нов вид.Река Формозо, сгушена в селския район Бонито в щата Мато Гросо до Сул в Южна Бразилия, се превърна в последното място за почивка на безжизненото тяло на Ана Джулия.

## Начин на живот и хранене
Анакондите лежат и дебнат своята плячка – различни бозайници, предимно агути и пекари, но тяхна плячка стават и едри животни, като, капибари, дори тапири, крокодили и големи хищници от семейство Котки. Първите европейци, изследвали и заселили се в Южна Америка, наричали анакондите „убийци на бикове“. Поради големите си размери тези змии се движат бавно, но атаките им са успешни, тъй като много бързо нападат от засада. Във водата се придвижват значително по-бързо отколкото на сушата. 

## Размножаване
Анакондите са сред малкото змии, които са живораждащи. Подобно на другите такива змии развитието на малките в периода след снасянето на яйцето протича в утробата на женската. Бременността трае седем месеца.

## Видове
Съществуват 5 вида анаконди с няколко подвида:
- Eunectes beniensis
- Eunectes deschauenseei
- Eunectes murinus – Зелена анаконда (амазонска, гигантска)
- Eunectes akaiima  Северна зелена анаконда - най-новият признат от науката вид.
- Eunectes notaeus – Жълта или парагвайска анаконда

## В културата на индианците
Най-големите змии на планетата заемат важно място в културите на индианските народи от Южна Америка. За някои племена анакондата е свещено животно и често е техен тотем. Това са общности като яномамите, които живеят в Амазония и Гвианските планини и тяхна основна религия все още е анимизма. Те считат гигантските змии за свои закрилници или за свещени животни, за които се извършват множество ритуали и празници. На тях се изпълняват ритуални танци и песнопения, с които се умилостивяват горските духове и духовете на сукуруку – анакондите.

## В киното и литературата
Интерес предизвиква направения през 1997 г. филм „Анаконда“ с участието на Джон Войт и Дженифър Лопес. Филмът е създаден в съвместна работа на екип на Нешънъл Джиографик (National Geographic) и пресъздава историята на изследователи, специалисти по индианските култури и един ловец, тръгнал по следите на най-голямата анаконда в света. Емблематичната екранизация е като част от разказите на първите европейски изследователи и заселници, които описват легендарните гигантски змии, все още не добре проучени в естествената си среда.
Размерите и силата на анакондите са станали и част от екранизацията „800 левги по Амазонка“ по едноименният роман на Жул Верн. Известен е разказът на Орасио Кирога „Анаконда“. Големите змии се срещат в разказите на много пътешественици и писатели.